# Martin Kovačev
Martin Stojanov Kovačev (in bulgaro Мартин Стоянов Ковачев?; Kjustendil, 12 marzo 1982) è un ex calciatore bulgaro, di ruolo difensore.

## Carriera
Ha giocato nella prima divisione dei campionati bulgaro, kazako, macedone ed indonesiano.